# Cissus vitiginea
Cissus vitiginea är en vinväxtart som beskrevs av Carl von Linné. Cissus vitiginea ingår i släktet Cissus och familjen vinväxter. Inga underarter finns listade i Catalogue of Life.